# Кендзежин-Козьле
Кендзежин-Козьле (пол. Kędzierzyn-Koźle, нім. Kandrzin-Cosel, Heydebreck) — місто в південно-західній Польщі, на річці Одра. Діє один з найбільших річкових портів Польщі.
Адміністративний центр Кендзежинсько-Козельського повіту Опольського воєводства.

## Географія
Місто розташоване на південному сході Опольського воєводства.

## Історія
У 1792—1812 збудували Клодницький канал.
1845 року через Козьле пролягла залізниця Ополе — Гливиці.
Сучасне місто утворене 1975 року після об'єднання міст Козьле (пол. Koźle), Кендзежин (пол. Kędzierzyn), Клодниця (пол. Kłodnica), Славенциці (пол. Sławięcice), які стали його дільницями.

## Пам'ятки
- Старе місто Козьле
- Козьлеський замок (вул. Крашевського (пол. ul. Kraszewskiego))
- Костел святого Сигізмунда і Ядвіги сілезької (пол. Kościół św. Zygmunta i św. Jadwigi Śląskiej)
- Костел святого Миколая
- Костел Матері Божої Болісної (пол. Kościół Matki Bożej Bolesnej)
- Костел Внебовзяття Пресвятої Діви Марії (колишній францисканський)
- Євангелістсько-аугсбурзький костел[6]

## Демографія
Демографічна структура станом на 31 березня 2011 року:
|          | Загалом | Допрацездатний вік | Працездатний вік | Постпрацездатний вік |
| -------- | ------- | ------------------ | ---------------- | -------------------- |
| Чоловіки | 31008   | 5458               | 21734            | 3816                 |
| Жінки    | 33145   | 5003               | 19744            | 8398                 |
| Разом    | 64153   | 10461              | 41478            | 12214                |

## Релігія
Центр євангелістсько-аугсбурзької парафії розташований у місті Забже.

## Спорт

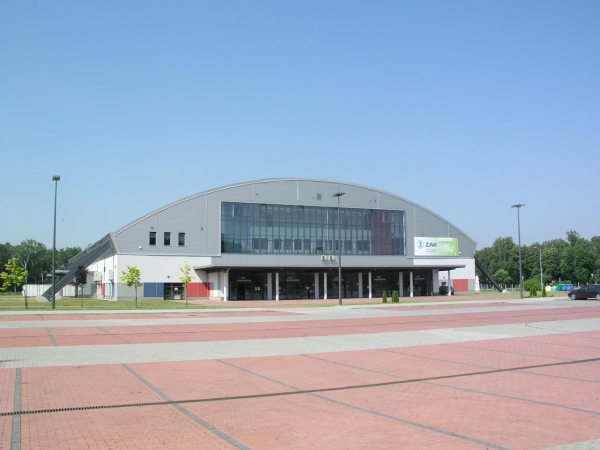
Видовищно-спортивна зала Азоти (Галя Азоти)

Місто представляє волейбольний (сітківковий) клуб «ЗАКСА» (ZAKSA Kędzierzyn-Koźle), переможець Плюс Ліги 2015/2016 та 2016/2017, який проводить свої домашні матчі у спортивно-видовищній залі «Азоти» (пол. Hala Widowiskowo-Sportowa Azoty).

## Транспорт
У місті розпочинається Гливицький канал, який частково прокладений по старому Клодницькому, який майже весь тепер засипаний.
У місті розпочинаються або закінчуються воєводські дороги № 408 (Гливиці — Кендзежин-Козьле), 410 (Кендзежин-Козьле — Бжезьці), 423 (Ополе — Кендзежин-Козьле), 426 (Завадзьке — Славенциці)
Є 5 залізничних станцій: головний двірець (пол. Dworzec Główny), Кендзежин-Козьле пшистанек (пол. Kędzierzyn-Koźle Przystanek), Кендзежин-Козьле західний (пол. Kędzierzyn-Koźle Zachodnie), Славенциці, Кендзежин-Козьле Азоти (пол. Kędzierzyn Koźle Azoty)

## Відомі люди

### Народилися
- Януш Рудніцький (пол. Janusz Rudnicki) — польський письменник, есеїст, політичний емігрант.[11]
- Рафаель Шефер (нім. Raphael Schäfer) — німецький футболіст, відомий виступами за ФК «Нюрнберг», ФК «Штутгарт»[12]

### Пов'язані з містом
- Людвік Рутина (пол. Ludwik Rutyna, 1917, Підзамочок, нині Бучацького району — 2010, Кендзежин-Козьле[13]) — кьондз-інфулат, парох місцевої парафії в 1958—1990 роках,[14] потім — парафій у Галичині.